# Dicopomorpha echmepterygis
Espèce
Dicopomorpha echmepterygis est une espèce de guêpes parasitoïde de la famille des Mymaridae. Le mâle de cette espèce a été désigné comme le plus petit organisme adulte de la classe des insectes connu en 1998. Ils sont aveugles, sans ailes, et ne mesurent pas plus de 0,139 mm (139 μm) de longueur (plus petit que l'organisme unicellulaire paramécie). Les femelles sont 40% plus grosses que les mâles. Les œufs et les larves sont considérablement plus petits que la guêpe adulte.
Cette espèce originaire du Costa Rica est un parasitoïde idiobionte des œufs du lepidopsocide barklouse, Echmepteryx hageni. Le mâle adulte s'accouple avec sa sœur à l'intérieur de l'œuf hôte, et meurt sans jamais avoir quitté l'œuf ; des histoires similaires existent dans la famille des Trichogrammatidae, et également dans la super-famille des Chalcidoidea.